# Joung Da-woon
Joung Da-woon (kor. 정다운 ;ur. 23 kwietnia 1989) – południowokoreańska judoczka. Olimpijka z Londynu 2012, gdzie zajęła piąte miejsce w wadze półśredniej.
Mistrzyni igrzysk azjatyckich w 2014 i druga w drużynie. Trzecia na igrzyskach Azji Wschodniej w 2013. Zdobyła dwa medale na mistrzostwach Azji; srebrny w 2011 i brązowy w 2012. Wygrała uniwersjadę w 2013 roku.

## Letnie Igrzyska Olimpijskie 2012
| Konkurencja | Rundy eliminacyjne      | Rundy eliminacyjne  | Runda finałowa  | Runda finałowa        | Klas. końcowa |
| Konkurencja | Przeciwnik I            | Przeciwnik II       | 1/2             | o 3. miejsce          | Miejsce       |
| ----------- | ----------------------- | ------------------- | --------------- | --------------------- | ------------- |
| 63 kg       | Ramilə Yusubova (AZE) Z | Yoshie Ueno (JPN) Z | Xu Lili (CHN) P | Gévrise Émane (FRA) P | 5.            |